# Woszczynka zieleniejąca

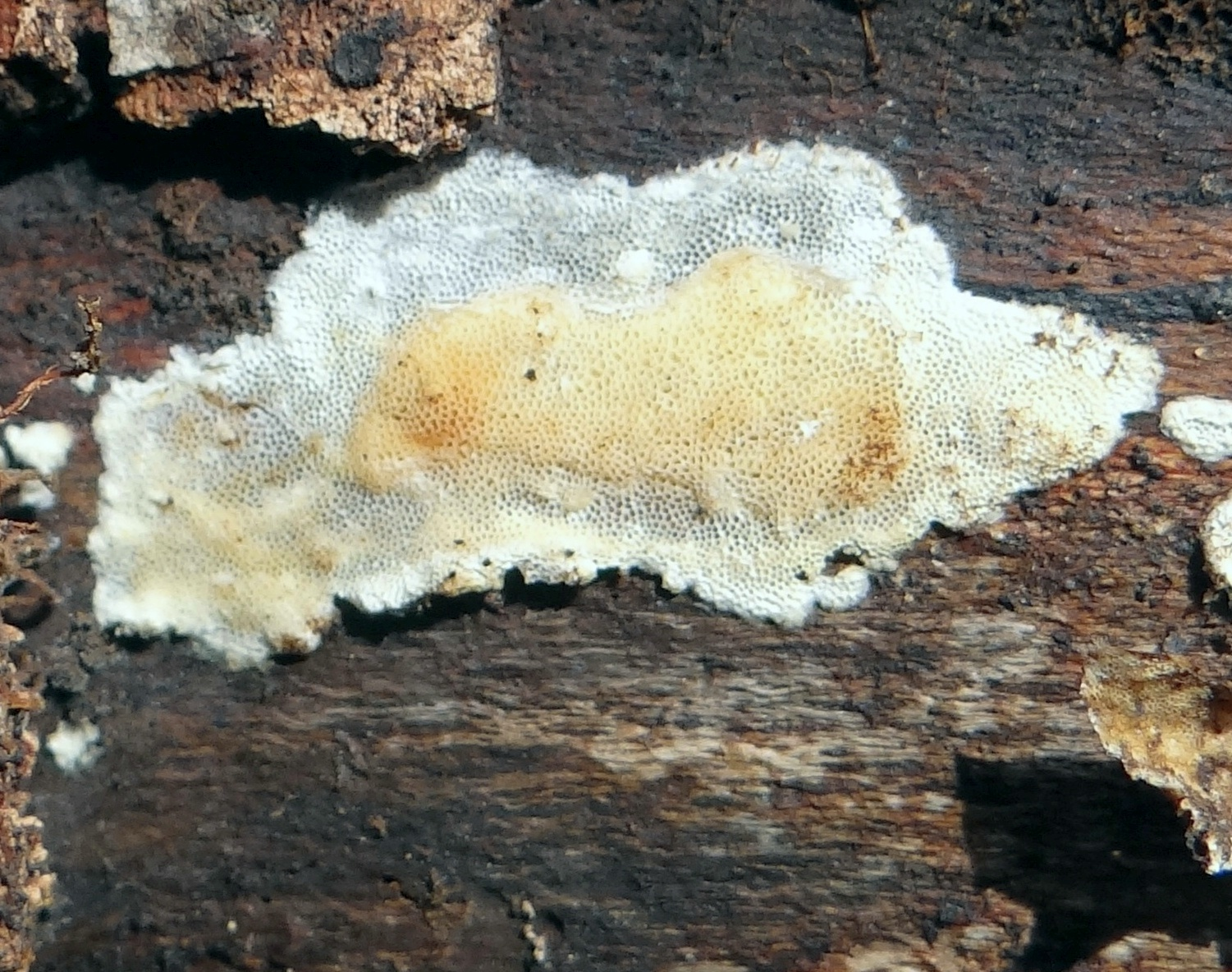

Woszczynka zieleniejąca (Ceriporia viridans (Berk. & Broome) Donk) – gatunek grzybów z rzędu żagwiowców (Polyporales).

## Systematyka
Pozycja w klasyfikacji według Index Fungorum: Ceriporia, Irpicaceae, Polyporales, Incertae sedis, Agaricomycetes, Agaricomycotina, Basidiomycota, Fungi.
Po raz pierwszy opisali go w 1861 r. Miles Joseph Berkeley i Christopher Edmund Broome nadając mu nazwę Polyporus viridans. Obecną, uznaną przez Index Fungorum nazwę, nadał mu Marinus Anton Donk w 1971 r.
Ma 18 synonimów. Niektóre z nich:
- Gloeoporus viridans (Berk. & Broome) Zmitr. & Spirin 2006
- Physisporinus viridans (Berk. & Broome) Teixeira 1992
- Poria tenuisulphurea Rick 1960[2].

Franciszek Błoński w 1888 r. nadał polską nazwę huba zielonawa, Stanisław Domański w 1965 r. zmienił ją na woszczynka zieleniejąca.

## Morfologia
Owocnik
Jednoroczny, rozpostarty, tworzący małe łaty o grubości do kilku mm, w stanie świeżym miękkie, po wysuszeniu kruche. Brzeg wąski, biały. Powierzchnia o barwie od kremowej do cynamonowej lub brudnobrązowej z zielonkawym odcieniem, rzadziej różowawo brudnobiałe. Pory okrągłe do falistych, 3–5 na mm, u niektórych okazów większe i bardziej nieregularne:. Warstwa rurek o grubości do 4 mm;. Subiculum o grubości do 1 mm, białe do cynamonowego w starych okazach.
Cechy mikroskopowe
System strzępkowy monomityczny. Strzępki generatywne proste, septowane, bogato rozgałęzione. często pod kątem prostym, o szerokości 2–4 µm w tramie i do 10 µm szerokości i bardziej grubościenne na dolnej stronie i na brzegu. Cystyd i innych elementów hamatecjum brak. Podstawki maczugowate, 4-sterygmowe, 12–15 × 4–6 µm z prostą przegrodą u podstawy. Bazydiospory cylindryczne do kiełbaskowatych, szkliste, gładkie, nieamyloidalne, 4–6 × 1,5–2 um.
Gatunki podobne
Woszczynka różowawa (C. excelsa) różni się różową, czerwonawo-pomarańczową, liliową do różowo-fioletowej barwą i większymi porami (2–3 na mm).

## Występowanie i siedlisko
Woszczynka purpurowa występuje na niektórych wyspach i na wszystkich kontynentach, zanotowano ją nawet na Antarktydzie. Najwięcej stanowisk podano w Europie. W Polsce W. Wojewoda w 2003 r. przytoczył 5 jej stanowisk, w tym dwa dawne. Znajduje się na Czerwonej liście roślin i grzybów Polski. Ma status R– gatunek rzadki, który zapewne w najbliższej przyszłości przesunie się do kategorii wymierających, jeśli nadal będą działać czynniki zagrożenia.
Nadrzewny grzyb saprotroficzny. Występuje na martwym drewnie w lesie. W Polsce notowany na korzeniach i pniach brzozy brodawkowatej (Betula pendula), buka (Fagus sylvatica), topoli osiki (Populus tremula) i dębów (Quercus sp.). Występuje na wielu gatunkach drzew liściastych, rzadziej iglastych, notowany także na starych owocnikach niektórych hub, zwłaszcza z rodzaju Trametes (wrośniak). Występuje głównie na silnie już spróchniałym drewnie. Powoduje białą zgniliznę drewna.